# Championnat d'Europe masculin de volley-ball 1948
Navigation
Bulgarie 1950
Le 1er championnat d'Europe masculin de volley-ball s'est déroulé du 24 septembre 1948 au 26 septembre 1948 à Rome (Italie).

## Équipes participantes
- Belgique
- France
- Italie
- Pays-Bas
- Portugal
- Tchécoslovaquie

## Compétition
| # | Équipe          | Pts | J | G | P | Sp | Sc | Ratio | Pp  | Pc  | Ratio |
| - | --------------- | --- | - | - | - | -- | -- | ----- | --- | --- | ----- |
| 1 | Tchécoslovaquie | 10  | 5 | 5 | 0 | 15 | 0  | MAX   | 225 | 72  | 3.125 |
| 2 | France          | 9   | 5 | 4 | 1 | 12 | 6  | 2     | 230 | 199 | 1.156 |
| 3 | Italie          | 8   | 5 | 3 | 2 | 11 | 6  | 1.833 | 208 | 181 | 1.149 |
| 4 | Portugal        | 7   | 5 | 2 | 3 | 7  | 9  | 0.778 | 134 | 154 | 0.87  |
| 5 | Belgique        | 6   | 5 | 1 | 4 | 3  | 13 | 0.231 | 55  | 135 | 0.407 |
| 6 | Pays-Bas        | 5   | 5 | 0 | 5 | 1  | 15 | 0.067 | 109 | 232 | 0.47  |

## Palmarès
| Place                      | Pays            |
| -------------------------- | --------------- |
| Médaille d'or, Europe      | Tchécoslovaquie |
| Médaille d'argent, Europe  | France          |
| Médaille de bronze, Europe | Italie          |
| 4e                         | Portugal        |
| 5e                         | Belgique        |
| 6e                         | Pays-Bas        |